# Postimees
Postimees (észt nyelven: Postás), 1857. június 5-én Johann Voldemar Jannsen által alapított észt lap. 1891-ben alakult át magazinból napilappá.

## Története
A Postimees volt az első észt napilap, egyben ez a lap a legrégebbi, mind a mai napig megjelenő észt sajtótermék. Az országosan megjelenő Postimees elődjét, a Perno Postimees ehk Näddalaleht-et (ma: Pärnu Postimees) 1857-ben alapította Johann Voldemar Janssen. A lap először csak Pärnuban és környékén jelent meg. 
1886-ban Karl August Hermann megvette a lapot, s a kiadás helyét Tartuba helyezte át. 1896-ban a tartui értelmiség megvásárolta az újságot, melynek szerkesztője Jaan Tõnisson lett, aki számos jelentős kulturális személyiséget hozott össze, mint például August Kitzberg, Anna Haava és Karl August Hindrey. 
A Postimees fontos szerepet játszott az észtek oktatási és kulturális fejlődésében. 1948-ban, a szovjet megszállás alatt a lapot Edasi-ra (Tovább) nevezték át, eredeti nevét csak 1991-ben kapta vissza. 1995-ben indult a lap internetes oldala, amely a nyomtatott kiadás online változataként indult. Az oldal 2000-ben megújult, napi rendszerességgel közölt híreket, s Észtország egyik leglátogatottabb hírportálja lett.

## Fordítás
- Ez a szócikk részben vagy egészben  a   Postimees című angol Wikipédia-szócikk ezen változatának fordításán alapul.  Az eredeti cikk szerkesztőit annak laptörténete sorolja fel. Ez a jelzés csupán a megfogalmazás eredetét és a szerzői jogokat jelzi, nem szolgál a cikkben szereplő információk forrásmegjelöléseként.